# Hierarhija potreb po Maslowu
Hierarhija potreb po Maslowu je psihološka teorija, ki jo je leta 1943 predlagal Abraham Maslow v članku A Theory of Human Motivation (Teorija človeške motivacije), ki ga je objavil v Psychological Review.
Maslow je potrebe razdelil na osnovne oz. nižje  (tj. tiste, ki so pomembne predvsem za človekovo preživetje) in višje (potrebe po osebnostni rasti). Glede na njihovo pomembnost, jih je razvrstil v tako imenovano hierarhijo potreb.
Potrebe si od najnižje do najvišje sledijo v naslednjem vrstnem redu:
1. fiziološke potrebe (potrebe po hrani, vodi, kisiku, počitku, spolnosti, gibanju itd.)
2. potrebe po varnosti (potreba po psihični, socialni varnosti itd.)
3. potrebe po pripadanju in ljubezni (izražanje naklonjenosti, sprejemanje in izražanje ljubezni, zaupanje v druge itd.)
4. potrebe po ugledu, spoštovanju (da bi bili od drugih deležni pozornosti, spoštovanja, pomembnosti, slave itd.)
5. kognitivne potrebe (potrebe po znanju, razumevanju,raziskovanju, radovednosti itd.)
6. estetske potrebe (potrebe po lepoti, simetriji, umetnosti)
7. samoaktualizacija (potrebe po uresničitvi potencialov - človek naj bi postal to, kar lahko postane)
8. transcendenca

Potrebe na nižji ravni morajo biti praviloma zadovoljene, preden začutimo potrebe na naslednji, višji stopnji. To pomeni, da dokler ne zadovoljimo fiziološke potrebe, ne čutimo nobenih drugih potreb. Šele ko fiziološko potrebo zadovoljimo, postane potreba na višji ravni pomembna (tj. potreba po varnosti). Ko so večinoma zadovoljene tudi te potrebe, se pojavijo potrebe na naslednji, višji stopnji v piramidi.
Osnovne potrebe usmerjajo naše vedenje, saj so dejavne samo tako dolgo, dokler ne zadovoljimo potrebe. S tem, ko jo zadovoljimo, se motiviranost za zadovoljitev te potrebe konča. Na ta način zadovoljimo predvsem fiziološke potrebe.
Šele ko so zadovoljene fiziološke potrebe, se lahko uresničujejo psihološke. Ko posameznik napreduje po piramidi potreb, se prioriteta potreb prilagaja glede na trenutni nivo potreb. V primeru, da kasneje katera od potreb na nižjem nivoju ni zadovoljena, se tako posameznik začasno osredotoči na nezadovoljeno potrebo in le-tej določi prioriteto. Pri tem ne pade na nižji nivo potreb.